# Ines Kuba
Ines Kuba (n. 11 iunie 1971, Halle) este o fostă sportivă și fotomodel din Germania, care a fost aleasă în 1991/92 Miss Germany.
În 1992 a câștigat la Viena titlul de Queen of the World. În prezent lucrează ca actriță și moderatoare TV.

## Filmografie
- 1993-?: Fit mit Ines Kuba (TV, 108 Folgen im DSF)
- 1993-?: Fröhlich eingeSchenkt (TV, 12 Folgen als Assistentin bei Heinz Schenk)
- 2003: Langer Samstag – Nach acht wird gelacht (TV-Episode)